# Lena Endre

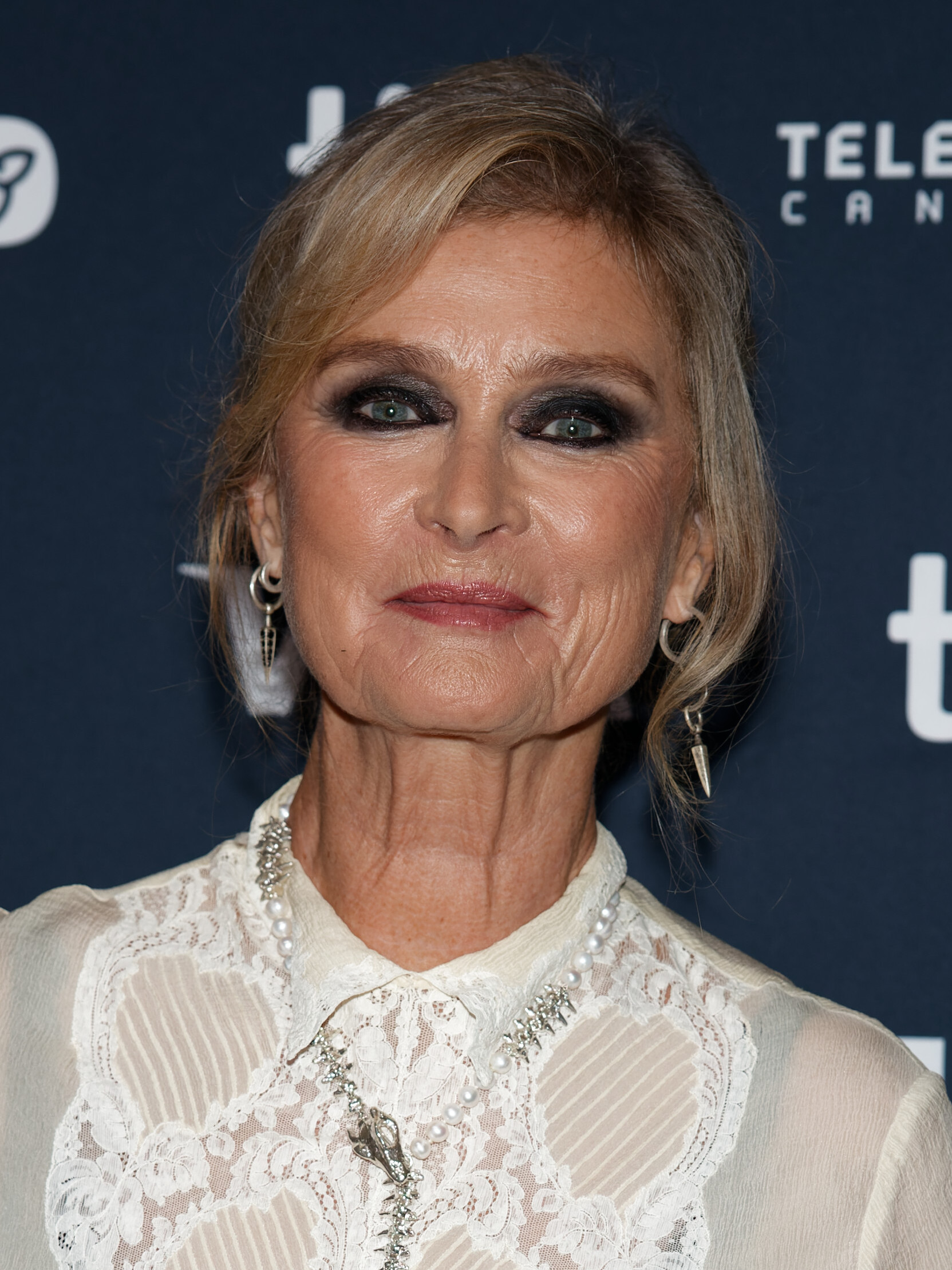
Lena Endre (2024)

Lena Endre (* 8. Juli 1955 in Lidingö) ist eine schwedische Film- und Theaterschauspielerin.

## Leben
Sie wuchs in Härnösand und Trollbäcken in der Gemeinde Tyresö auf. Nach dem Abitur studierte sie einige Monate Meeresbiologie, brach das Studium jedoch ab. Nach ihrer Ausbildung an der Theaterschule in Stockholm (1983) wurde sie bekannt durch ihre durchgehende Hauptrolle in der Fernsehserie Varuhuset (Das Warenhaus) (1987–88). 1987 nahm sie ein Engagement beim Königlich Dramatischen Theater (Dramaten) an, dessen Ensemble sie bis heute angehört. Ihre erste gemeinsame Theaterarbeit mit Ingmar Bergman war Eugene O’Neills Eines langen Tages Reise in die Nacht (1988). Es folgten Solveig in Peer Gynt (1991), Marie Steuber in Die Zeit und das Zimmer (1993) und Elisabeth in Maria Stuart (2000).
In Deutschland wurde sie u. a. bekannt in ihren Rollen als Erika Berger in den Stieg-Larsson-Verfilmungen Verblendung, Verdammnis und Vergebung sowie als die Staatsanwältin Katarina Ahlsell in der zweiten Staffel der Wallander-Verfilmungen mit Krister Henriksson.
Endre war von 2000 bis 2012 mit dem Regisseur Richard Hobert verheiratet. Sie hat zwei Kinder, Rosanna (1990) und Edvin Endre (1994), die aus der Ehe 1986 bis 1999 mit dem schwedischen Schauspieler Thomas Hanzon stammen. Im Juli 2016 heiratete sie den Künstler Martin Wickström.

## Auszeichnungen (Auswahl)
- 1997 erhielt sie für die beste weibliche Nebenrolle in Bille Augusts Jerusalem den schwedischen Filmpreis Guldbagge, erneut im Jahre 2001 für Die Treulosen und 2020 für Mein Vater Marianne.[2]
- Ebenfalls 1997 gewann sie als beste Darstellerin in Juloratoriet beim Internationalen Filmfestival Karlovy Vary und 2003 in Alla älskar Alice beim Sochi International Film Festival. Zusammen mit ihrem Filmpartner Mikael Nyqvist wurde sie 2004 mit dem Silver Hugo Award beim Chicago International Film Festival für Dag och Natt geehrt.
- 2002 erhielt sie mit Litteris et Artibus die höchste schwedische Auszeichnung auf dem Gebiet der Kunst und Literatur.
- Für Musik für Hochzeiten und Begräbnisse wurde sie 2002 mit dem norwegischen Filmpreis Amanda ausgezeichnet und erneut 2011 für Limbo.
- Als beste Schauspielerin wurde sie 2015 mit dem schwedischen Fernsehpreis Kristallen für Viva Hate ausgezeichnet.

## Filmografie (Auswahl)
- 2024: Quiet Life

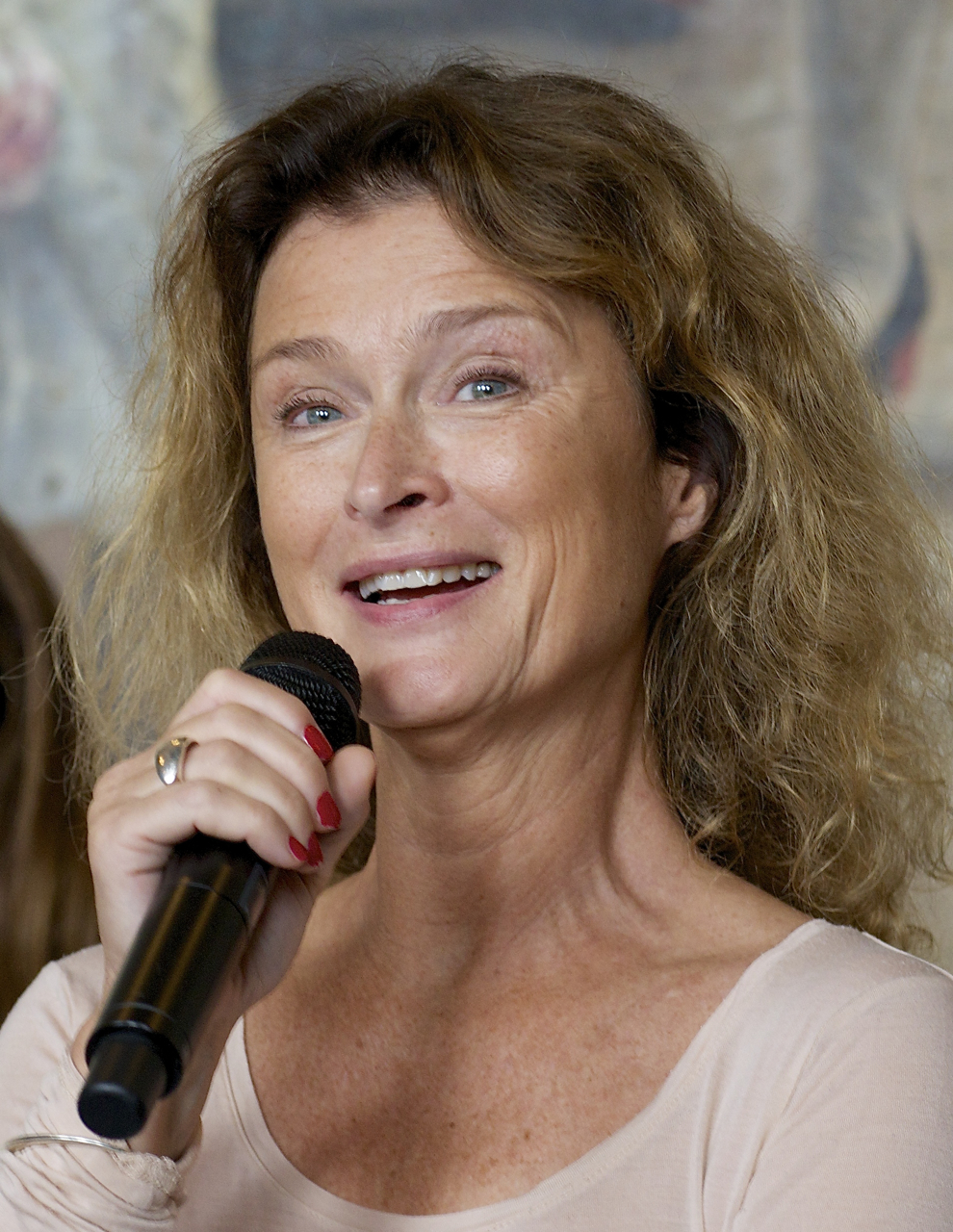
Lena Endre, August 2014

- 2022: Äntligen! (Fernsehserie, 4 Folgen)
- 2021: Glaciär
- 2021: Jäger – Tödliche Gier (Jägarna, Fernsehserie, 6 Folgen)
- 2020: Thin Ice (Fernsehserie 2020)
- 2020: Mein Vater Marianne (Min pappa Marianne)
- 2017: Kingsman: The Golden Circle
- 2017: Måste gitt
- 2015–2016: Lifjord – Der Freispruch (Frikjent, Fernsehserie, 18 Folgen)
- 2014: Viva Hate (Fernsehserie, 3 Episoden)
- 2013: Skumtimmen
- 2012: The Master
- 2011: Küss mich – Kyss mig (Kyss mig)
- 2010: Limbo
- 2009–2010: Mankells Wallander (Fernsehserie, 13 Folgen)
- 2009: Vergebung (Luftslottet som sprängdes)
- 2009: Verdammnis (Flickan som lekte med elden)
- 2009: Engelen
- 2009: Verblendung (Män som hatar kvinnor)
- 2008: Himlens Hjärta
- 2006: Göta Kanal 2 – Kanalkampen
- 2004: Der letzte Tag, die letzte Nacht (Dag och natt)
- 2002: Everyone Loves Alice (Alla älskar Alice)
- 2002: Musik für Hochzeiten und Begräbnisse (Musikk for bryllup og begravelser)
- 2000: Gossip
- 2000: Die Treulosen (Trolösa)
- 1998: Das Auge (Ögat)
- 1998: Momente der Wahrheit (Sanna ögonblick)
- 1997: Dabei: Ein Clown (Larmar och gör sig till)
- 1997: Ogifta par – en film som skiljer sig (1997)
- 1996: Juloratoriet
- 1996: Jerusalem
- 1995: Kristin Lavransdatter
- 1994: Yrrol
- 1992: Söndagsbarn
- 1992: Die besten Absichten (Den goda viljan)
- 1991: Den goda viljan (Fernsehmehrteiler)
- 1990: Pelle zieht aus (Pelle flyttar till Konfusenbo)[3]
- 1988: The Visitors – Besucher im Haus (Besökarna)
- 1984: Inside Man – Der Mann aus der Kälte (Slagskämpen)